# Bradley Carnell
Bradley Carnell (* 21. Januar 1977 in Johannesburg) ist ein südafrikanischer Fußballtrainer und ehemaliger Fußballspieler. Seit Anfang 2025 ist er Trainer bei Philadelphia Union in der Major League Soccer.

## Karriere
Der linksfüßige Mittelfeldspieler begann seine fußballerische Laufbahn an der südafrikanischen Wits University Johannesburg, ab 1997 spielte er dann für den Premier-Soccer-Ligisten Kaizer Chiefs in seiner Heimatstadt.

### VfB Stuttgart
Carnell wurde 1997 bei den Kaizer Chiefs von Dirk Dufner entdeckt, der sich im Rahmen seiner juristischen Ausbildung in Südafrika aufhielt und dort auf Carnell aufmerksam wurde. Nachdem Dufner später unter Trainer Winfried Schäfer in der Geschäftsleitung beim deutschen Bundesligisten VfB Stuttgart tätig war, wurde Carnell schließlich nach einem Probetraining von den Stuttgartern unter Vertrag genommen. In seiner ersten Bundesliga-Saison bestritt Carnell daraufhin 20 Spiele, in denen er zwei Tore erzielen konnte, und belegte mit dem zwischenzeitlich abstiegsgefährdeten VfB den elften Rang der Abschlusstabelle. In der Folgesaison trug Carnell dann mit einem Tor in 24 Partien zum Erreichen des Intertoto Cups bei, bevor er in der Spielzeit 2000/01 in 20 Einsätzen erneut gegen den drohenden Abstieg der Schwaben spielte. Bedingt durch mehrere Verletzungen verlor Carnell jedoch nachfolgend seinen Platz im Stuttgarter Team und absolvierte in der Saison 2001/02 lediglich zwölf, ein Jahr darauf sogar nur noch sechs Einsätze für den VfB, den er daraufhin in Richtung Borussia Mönchengladbach verließ.

### Borussia Mönchengladbach
Auch in Mönchengladbach konnte sich Carnell in der Folge nicht als Stammspieler etablieren. In der Saison 2003/04 bestritt er lediglich 18 Partien, ein Jahr später kam er sogar nur noch auf sechs Einsätze für die Borussia.

### Karlsruher SC und Hansa Rostock
Im Januar 2005 wechselte Carnell zum Karlsruher SC in die 2. Bundesliga. Bei diesem entwickelte sich der Südafrikaner kontinuierlich zu einem Leistungsträger, absolvierte in der Rückrunde zunächst 13 Spiele und in der Folgesaison 2005/06 23 Partien, bevor er im Jahr 2007 mit sechs Toren in 29 Einsätzen maßgeblich zum Aufstieg des KSC in die Bundesliga beitrug. Unter anderem aufgrund von Verletzungen kam er in den folgenden zwei Spielzeiten nur auf 28 Bundesliga-Spiele. Nachdem der KSC nach der Saison 2008/09 aus der Bundesliga abgestiegen war, verließ er den Verein und schloss sich dem Zweitliga-Konkurrenten Hansa Rostock an.
Mit Rostock belegte Carnell nach insgesamt 19 Einsätzen zum Ende der Spielzeit 2009/10 den 16. Tabellenplatz und musste somit in zwei Relegationsspielen gegen Ingolstadt gegen den Abstieg in die 3. Liga antreten. Diese verlor Carnells Mannschaft und stieg somit erstmals in die dritte Spielklasse ab.

### Supersport United
Im Juli 2010 wechselte Carnell zurück in seine Heimat zu Supersport United. Am 26. August 2011 gab er seinen Rücktritt aus dem Fußballgeschäft bekannt.

### Nationalmannschaft
Carnell konnte sich aufgrund seiner Leistungen beim VfB Stuttgart für die Nationalmannschaft seines Heimatlandes empfehlen und nahm mit dieser sowohl an der Afrikameisterschaft 2002 in Mali sowie an der Weltmeisterschaft 2002 in Japan und Südkorea teil. Zwar schied er bei der Weltmeisterschaft mit seiner Mannschaft nach drei Vorrunden-Einsätzen aus, doch gehörte Carnell fortan fest zum Kreis der Nationalspieler seines Landes und kam in zahlreichen Freundschafts- sowie Qualifikationsspielen zum Einsatz.
Für die in seinem Heimatland Südafrika ausgetragene Weltmeisterschaft 2010 wurde Carnell nicht nominiert.

### Trainer
Nachdem er seine Karriere als Co-Trainer zunächst bei den Free State Stars und anschließend bei den Orlando Pirates in seiner Heimat Südafrika gestartet hatte, zog es ihn weiter in die USA, wo er ab März 2017 bei den New York Red Bulls erst unter Chris Armas, dann unter Jesse Marsch und von September bis November 2020 interimsweise als Cheftrainer wirkte. Anschließend fungierte er noch fast ein Jahr unter Gerhard Struber als Assistent.
Bei St. Louis City bekam er sein erstes festes Engagement als Cheftrainer und wurde damit auch der erste Trainer in der Geschichte des zu diesem Zeitpunkt noch nicht am Spielbetrieb teilnehmenden Franchises. In seiner ersten Saison gewann er gleich die Western Conference, schied in den anschließenden Play-offs jedoch direkt in der 1. Runde aus. In der folgenden Saison trennte sich das Franchise am 22. Spieltag aufgrund durchwachsener Ergebnisse von ihm.
Seit Start der Saison 2025 steht er bei Philadelphia Union als Cheftrainer an der Seitenlinie.